# Bazylika archikatedralna Wniebowzięcia Najświętszej Marii Panny we Lwowie
Bazylika archikatedralna Wniebowzięcia Najświętszej Marii Panny (potocznie Katedra Łacińska; ukr. Архікафедральна базиліка Успіння Пресвятої Діви Марії) – jeden z najstarszych kościołów Lwowa, znajdujący się przy południowo-zachodnim narożniku lwowskiego rynku. Kościół rozpoczęto budować, w miejscu starszego drewnianego, w latach 60. XIV wieku, a budowę prowadzono jeszcze w połowie XV wieku. Trójnawowy gmach w stylu gotyckim ma długość 67 m i szerokość 23 m i w niektórych elementach dostrzegalne jest wzorowanie się jego budowniczych na kościele Mariackim w Krakowie.
Siedziba lwowskich arcybiskupów obrządku łacińskiego. Kościół parafialny parafii Wniebowzięcia Najświętszej Maryi Panny.

## Historia
Budowę świątyni rozpoczęto około 1360 roku w czasach panowania króla Kazimierza III Wielkiego. Najwcześniej rozpoczęto budować prezbiterium, które zasklepiono w 1404 roku. Kościół został konsekrowany już rok później w roku 1405 przez biskupa przemyskiego Macieja Janinę. Początkowo kościół nie miał rangi katedry, stał się nią dopiero w 1412 roku, kiedy Lwów stał się siedzibą biskupią. Jednocześnie prowadzono prace przy partii wieżowej, natomiast nawę przykryto sklepieniem dopiero w 1481. W 1440 roku ukończono pierwszą kaplicę rodziny Buczackich. Po wielkim pożarze Lwowa w roku 1527 runęło sklepienie katedry w nawach wykonane przez mistrza kamieniarskiego z Wrocławia, mistrza Joachima Groma (Grana)
1 kwietnia 1656 roku w tej katedrze, przed cudownym obrazem Matki Boskiej Łaskawej złożył śluby lwowskie król Jan II Kazimierz, a 21 października 1677 chrzest w katedrze otrzymał późniejszy król Polski Stanisław Leszczyński.
W latach 1765–1772 za rządów arcybiskupa Wacława Sierakowskiego dokonano gruntownej restauracji katedry, usuwając wiele starych gotyckich i renesansowych grobowców, epitafiów i ołtarzy, otynkowano ściany i filary gotyckie, nadając świątyni charakter późnobarokowy z domieszką rokoka (abp Sierakowski w kwietniu 1776 konsekrował świątynię). Z lat 1771–1775 pochodzą obrazy o tematyce maryjnej pokrywające ściany i sklepienia naw (pędzla Stanisława Stroińskiego). W roku 1777 jedna z dwóch wież (o wys. 65 m) otrzymała rokokowy hełm. W końcu XIX wieku dokonano odnowienia prezbiterium w stylu gotyckim według projektów Juliana Zachariewicza, a także wykonano witraże (w części według projektu Józefa Mehoffera). Z 1899 roku pochodzą organy wykonane przez Jana Śliwińskiego (trzy lata wcześniej organmistrz ten wykonał też małe organy w prezbiterium). W roku 1910 katedra otrzymała od papieża Piusa X tytuł bazyliki mniejszej. W 1917 dach katedry wykonany z blachy miedzianej zarekwirowali Austriacy, pozostawiając miedź jedynie na wieży.
Po drugiej wojnie światowej z katedry zostali usunięci arcybiskupi lwowscy – powrócili tutaj dopiero w roku 1991. W latach 1999–2000, z okazji planowanej wizyty papieża Jana Pawła II, wnętrze katedry zostało poddane gruntownej restauracji przez polskich i ukraińskich konserwatorów zabytków. Przeprowadzono wówczas renowację prezbiterium, wielkiego ołtarza, zakrystii oraz kaplicy św. Józefa. 25 czerwca 2001 roku w czasie swojej pielgrzymki na Ukrainę wizytę w katedrze złożył papież Jan Paweł II. Upamiętnia to tablica znajdująca się przed wejściem do katedry.
Główne wejście do katedry, znajdujące się dawniej w osi ołtarza głównego, zamurowano w 1772 roku – w proteście przeciwko aneksji miasta przez Austrię.

## Wielki ołtarz

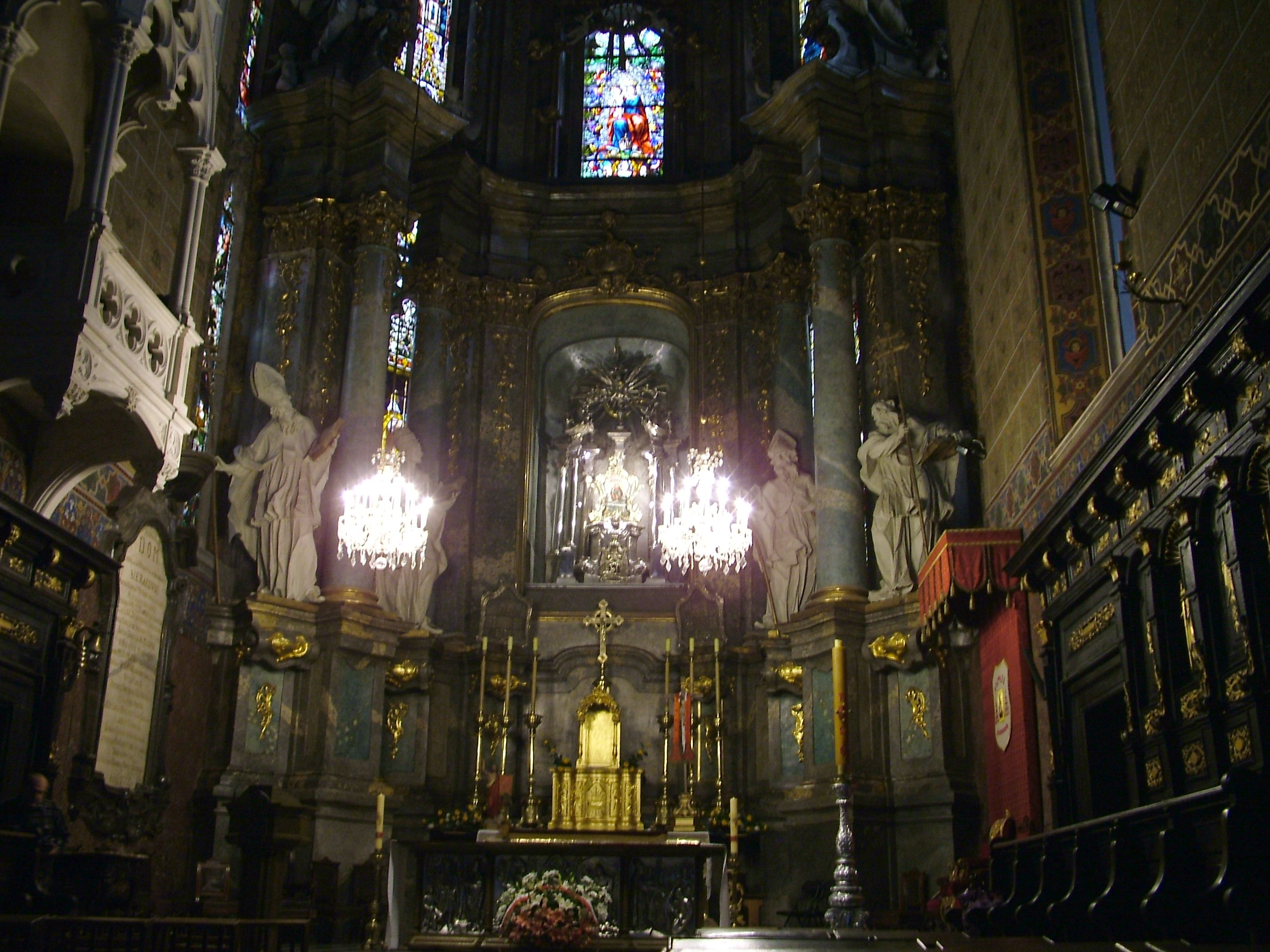
Wielki ołtarz

Wielki ołtarz w stylu barokowym został wzniesiony w roku 1766. Zdobią go marmurowe kolumny oraz cztery rokokowe posągi dłuta Macieja Polejowskiego przedstawiające świętych Augustyna, Grzegorza, Ambrożego, Hieronima. W ołtarzu znajduje się kopia niewielkiego, słynącego cudami obrazu Matki Boskiej z Dzieciątkiem, zwanej Łaskawą lub Domagaliczowską. Po stronie lewej znajduje się neogotycka loża zwana „królewską”.

### Obraz Matki Bożej Łaskawej

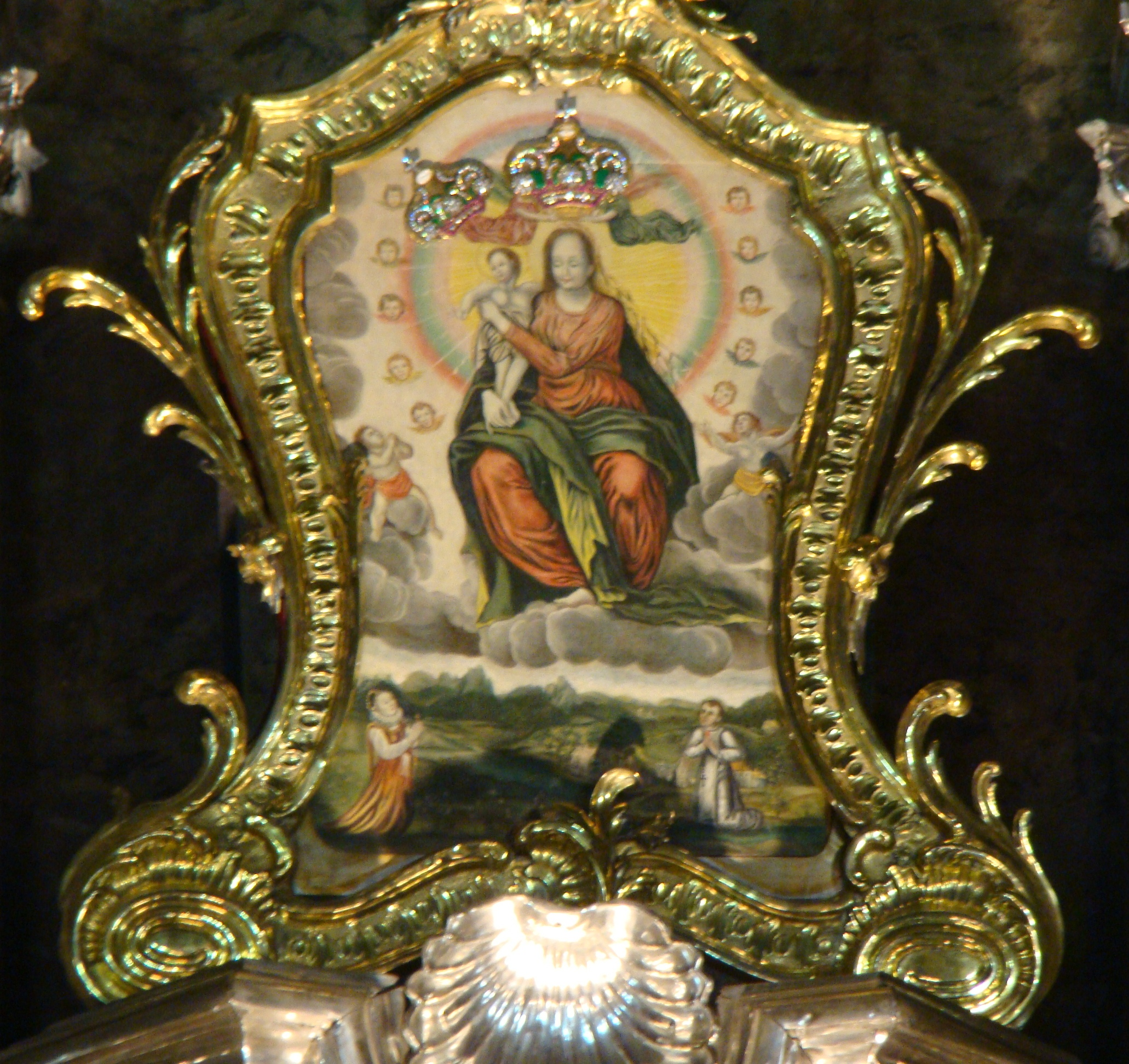
Kopia obrazu Matki Bożej Łaskawej w katedrze we Lwowie

W 1765 roku w głównym ołtarzu umieszczono obraz Matki Boskiej Łaskawej – „Ślicznej Gwiazdy miasta Lwowa”, zwanej Domagaliczowską. Namalowany w 1598 roku temperą na deseczkach sosnowych o grubości 1 cm, o wymiarach 61,2x43,7 cm przez mieszczanina lwowskiego Józefa Szolc-Wolfowicza jako epitafium dla zmarłej wnuczki Katarzyny Domagaliczówny, został zawieszony na ścianie prezbiterium od strony cmentarza katedralnego. Nazwany był też obrazem Matki Bożej „Murkowej”. W roku 1776 obraz został oficjalnie uznany przez Kościół za cudowny. Po II wojnie światowej, podczas ekspatriacji lwowskiej kurii metropolitalnej ze Lwowa do Lubaczowa w kwietniu 1946 roku, obraz został przewieziony do Polski. W 1974 umieszczono go w głównym ołtarzu prokatedry w Lubaczowie. W 1980 obraz poddano gruntownej konserwacji w Krakowie, wykonano dwie wierne kopie, a oryginał złożono w skarbcu katedry na Wawelu. Pierwszą kopię wizerunku przeznaczoną do prokatedry w Lubaczowie ukoronował na Jasnej Górze 19 czerwca 1983 Jan Paweł II, drugą kopię wizerunku przeznaczoną do katedry we Lwowie, Jan Paweł II ukoronował we Lwowie w 2001 roku.

## Kaplice
Dookoła katedry biegnie szereg kaplic zbudowanych w XVI, XVII i XVIII wieku:

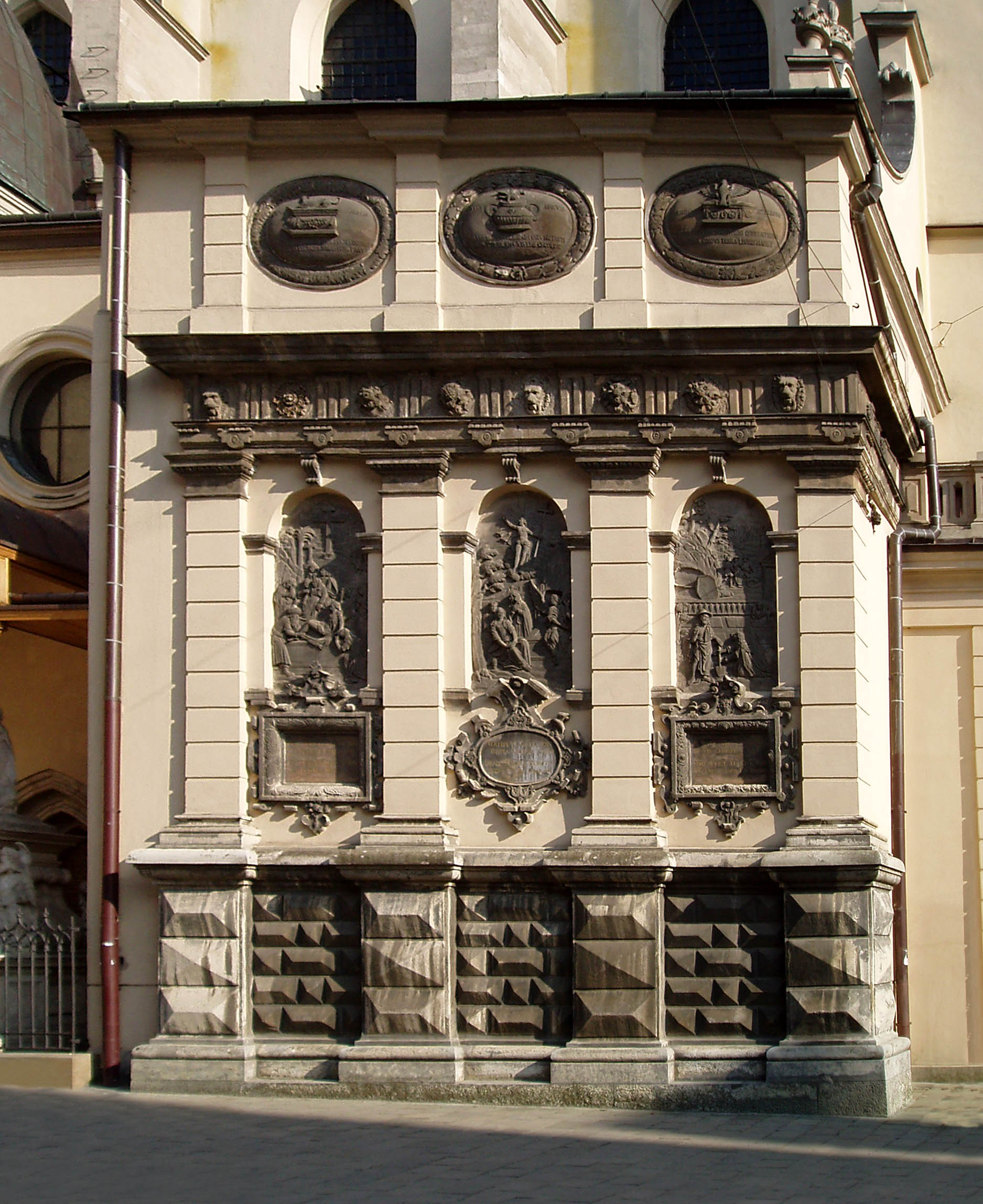
Kaplica Kampianów (2011)

- kaplica Jezusa Miłosiernego, zwana też kaplicą Milewskich lub arcybiskupa Bilczewskiego. Zbudowana w latach 1770-1771, restaurowana i przebudowana w 1905-1907 przez Władysława Sadłowskiego w stylu historyzmu z elementami secesyjnymi. Marmurowe fryzy autorstwa rzeźbiarzy Alojzego Bunscha i Tomasza Dykasa
- kaplica Matki Boskiej Częstochowskiej z marmurowym grobowcem komendanta Lwowa generała Pawła Grodzickiego (zm. 1634)
- kaplica Ukrzyżowania, rokokowa, z XVIII wieku z relikwiami błogosławionego Jakuba Strepy (Strzemię) (zm. 1411)
- kaplica Zamoyskich (św. Anny[7]) z dwoma alabastrowymi grobowcami arcybiskupów: Jana Zamoyskiego (zm. 1614) i Jana Tarnowskiego (zm. 1669)
- kaplica Buczackich z kopią Zwiastowania Rubensa i obrazem Syn marnotrawny w manierze Luca Giordano
- kaplica Najświętszego Sakramentu, rokokowa z XVIII wieku z freskami Stanisława Stroińskiego
- kaplica Matki Boskiej
- kaplica Kampianów, pod względem artystycznym najbogatsza w katedrze, zbudowana w XVI wieku z fundacji burmistrza i doktora medycyny Pawła Kampiana, ukończona w początku XVII wieku przez jego syna Marcina. Jest to najcenniejszy zabytek późnego renesansu we Lwowie. Ściany kaplicy są pokryte rzeźbami z czarnego i szarego marmuru. Rzeźby są prawdopodobnie autorstwa Jana Pfistera i Henryka Horsta. Od zewnątrz kaplica ta ma ciekawą architekturę i ornamentykę. Trzy kamienne płaskorzeźby przedstawiają: Złożenie do grobu, Chrystusa i Marię Magdalenę oraz Zmartwychwstanie. Fasada ta jest prawdopodobnie autorstwa Pawła Rzymianina.

## Witraże

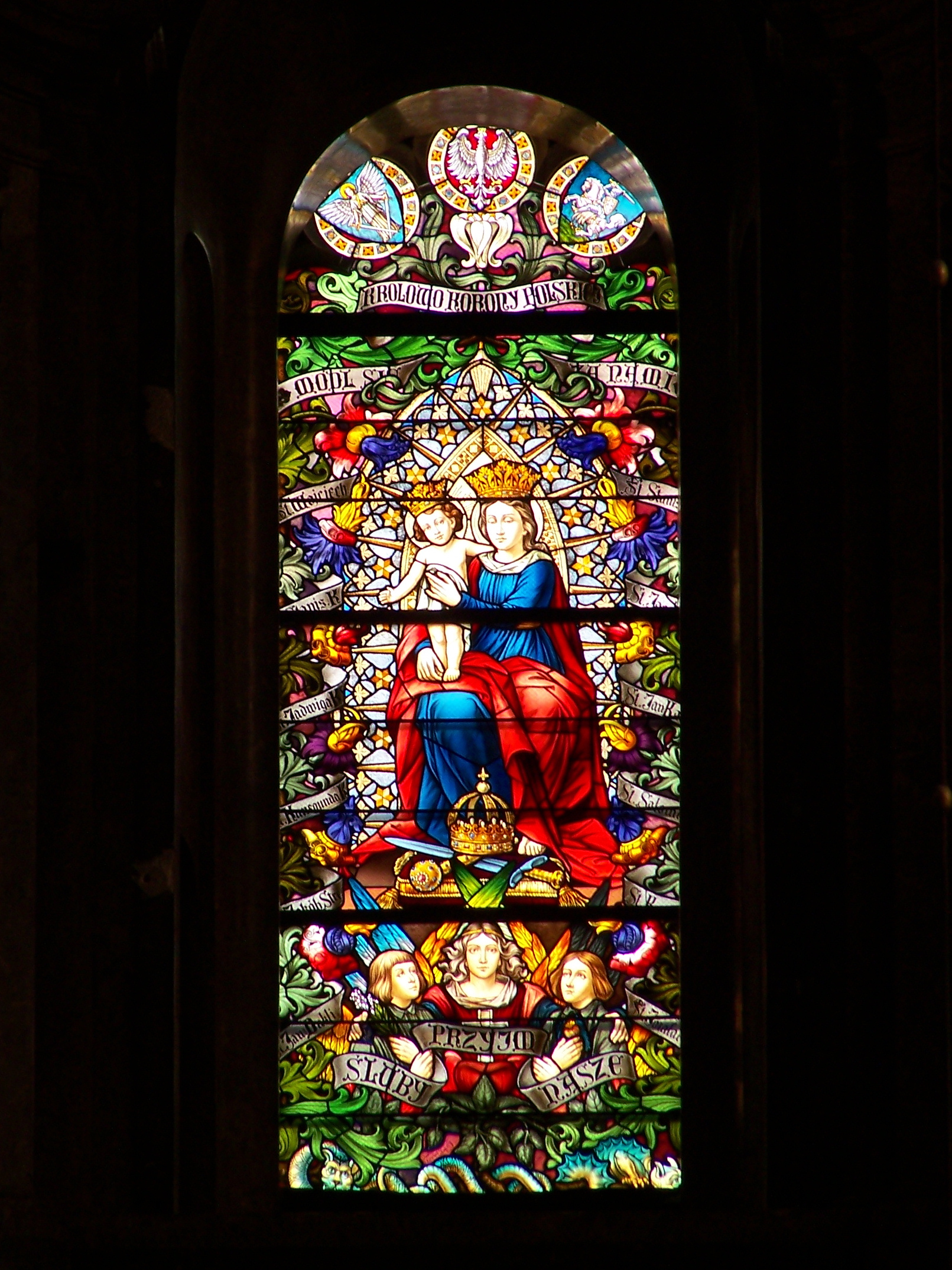
Witraż: NMP, Królowa Korony Polskiej

Wszystkie witraże wykonano w końcu XIX wieku według konkursowych projektów znanych artystów.
- Po lewej (północnej) stronie znajdują się trzy okna z witrażami:
  - Wyświęcenie Grzegorza z Sanoka na arcybiskupa lwowskiego Tadeusza Popiela
  - Śluby Jana Kazimierza Józefa Mehoffera
  - Kazimierz Wielki fundatorem katedry Edwarda Lepszego
- W oknie środkowym, nad głównym ołtarzem jest witraż Najświętsza Maryja Panna Królowa Korony Polskiej wykonany w roku 1902 według projektu E. Lepszego.
- Po prawej, południowej stronie jest pięć okien z witrażami:
  - Obrona Lwowa przez św. Jana z Dukli Stanisława Kaczor Batowskiego
  - Święci Patronowie Polski Jana Matejki i Tomasza Lisiewicza
  - Święta Rodzina Ferdynanda Lauferberga
  - Matka Boska Podkamieniecka Tadeusza Kruszewskiego
  - Święty Konstantyn i św. Helena Juliana Makarewicza

## Tablice i pamiątki

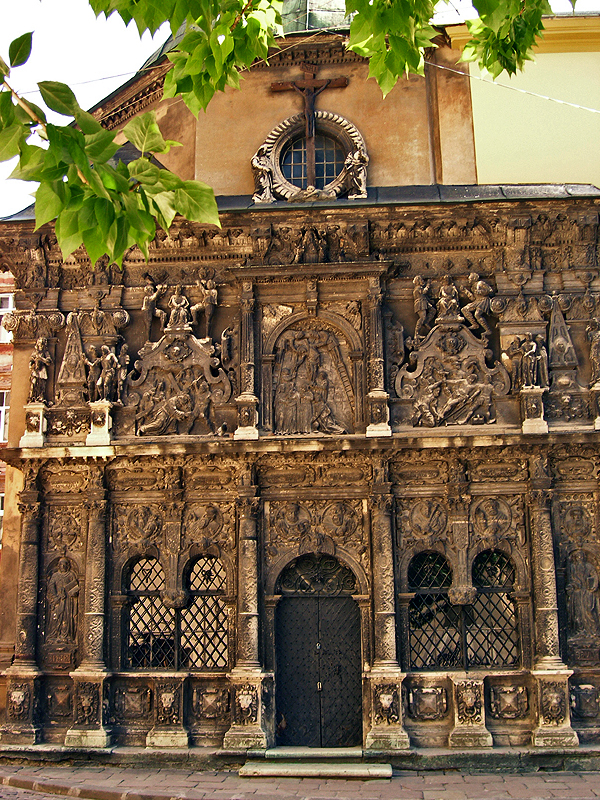
Kaplica Boimów

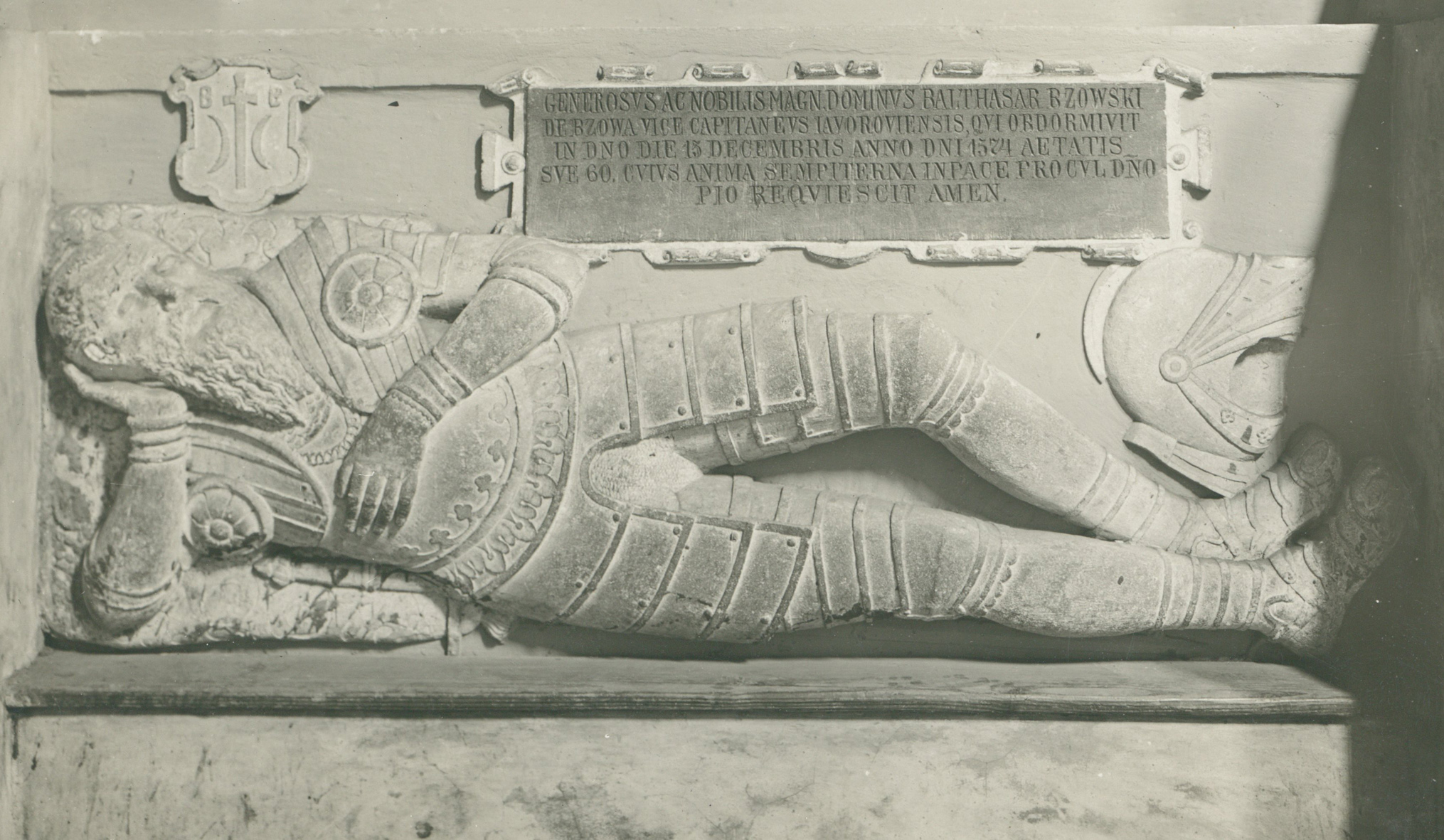
Nagrobek Baltazara Bzowskiego, podstarościego jaworowskiego

Na absydzie katedry wiszą na łańcuchach dwie kule kamienne z czasów oblężenia Lwowa w roku 1672. Jest tu też portret Wojciecha Domagalicza, fundatora kaplicy, jaka stała w tym miejscu do połowy XVII wieku. Na tej samej przyporze czerwony, nieotynkowany mur wskazuje miejsce, które 5 marca 1919 roku wyrwał pocisk ukraiński podczas walk o Lwów.
Na zewnętrznej ścianie katedry wmurowane są dwie tablice pamiątkowe: jedna poświęcona Tadeuszowi Kościuszce w 100-lecie jego śmierci, zaś druga – papieżowi Janowi Pawłowi II, który odwiedził Lwów w 2001 roku. Ta druga tablica znajduje się w miejscu, gdzie hitlerowcy usunęli podczas okupacji tablicę poświęconą viktorii Grunwaldzkiej zawieszonej w 500 rocznicę bitwy, w roku 1910.
Wewnątrz katedry znajduje się szereg pamiątkowych tablic i epitafiów związanych z wybitnymi postaciami polskiej i lwowskiej historii, w tym tablica Profesorów Lwowskich zamordowanych w lipcu 1941 roku, tablica poświęcona Włodzimierzowi Dzieduszyckiemu – założycielowi Muzeum Przyrodniczego, a także tablica poświęcona twórcom polskiego harcerstwa, Oldze i Andrzejowi Małkowskim, którzy w roku 1911 we Lwowie założyli pierwszą na ziemiach polskich drużynę harcerską, z szeregów której wywodziło się wiele Orląt Lwowskich. W przejściu do nawy głównej, po lewej stronie, znajdują się renesansowe nagrobki Stanisława Hanla, kupca lwowskiego i Baltazara Bzowskiego h. Ostoja, podstarościego jaworowskiego.
Do prezbiterium przylegają dwie zakrystie, niegdyś gotyckie.
Obok katedry, od strony ulicy Halickiej wznosi się jedyna z pozostawionych kaplic grobowych dawnego cmentarza, manierystyczna kaplica Boimów, zbudowana w latach 1609–1611 przez pochodzącego z Węgier bogatego kupca lwowskiego Jerzego Boima. Cała fasada, kopuła i ściany wnętrza tej kaplicy są pokryte rzeźbami figuralnymi i ornamentowymi z piaskowca. Budowniczym kaplicy był Andrzej Bemer, jednocześnie autor rzeźb elewacji północnej, dekoracja rzeźbiarska autorstwa Johanna (Hanusza) Scholza (fasada) i Jana Pfistera (wnętrze).
W katedrze znajdują się relikwie świętych: arcybiskupa Józefa Bilczewskiego i księdza Zygmunta Gorazdowskiego, których beatyfikował Jan Paweł II 26 czerwca 2001 roku we Lwowie, a kanonizował Benedykt XVI 23 października 2005 roku w Rzymie. W świątyni zostały złożone także wnętrzności króla Michała Korybuta Wiśniowieckiego (serce znajduje się w Warszawie, a doczesne szczątki w Krakowie). W krypcie kaplicy Pana Jezusa Ukrzyżowanego z kolei spoczywają doczesne szczątki ojca Rafała Władysława Kiernickiego.

## Tradycje muzyczne
W latach 1920-1990 organistą katedralnym był Józef Nowakowski, dzięki któremu zostały podtrzymane tradycje wykonawcze katedry, w tym melodie unikalnych lwowskich „Gorzkich Żali”. Wykształcił on swojego ucznia i następcę, Bronisława Pacanę, który w 1971 r. założył chór mieszany, noszący dziś nazwę - Chór Katedry Lwowskiej im. św. Jana Pawła II.

## Galeria

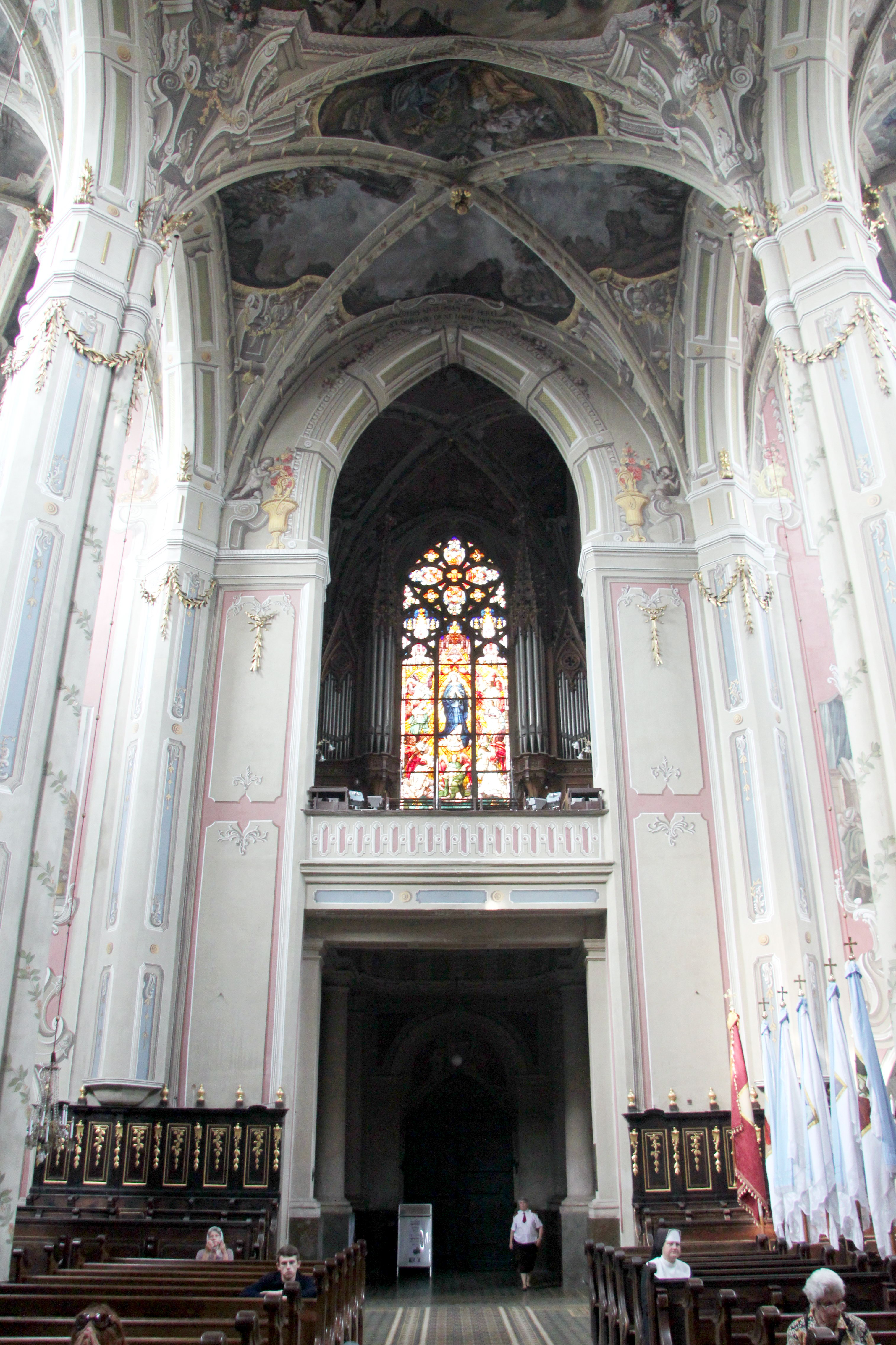
Chór
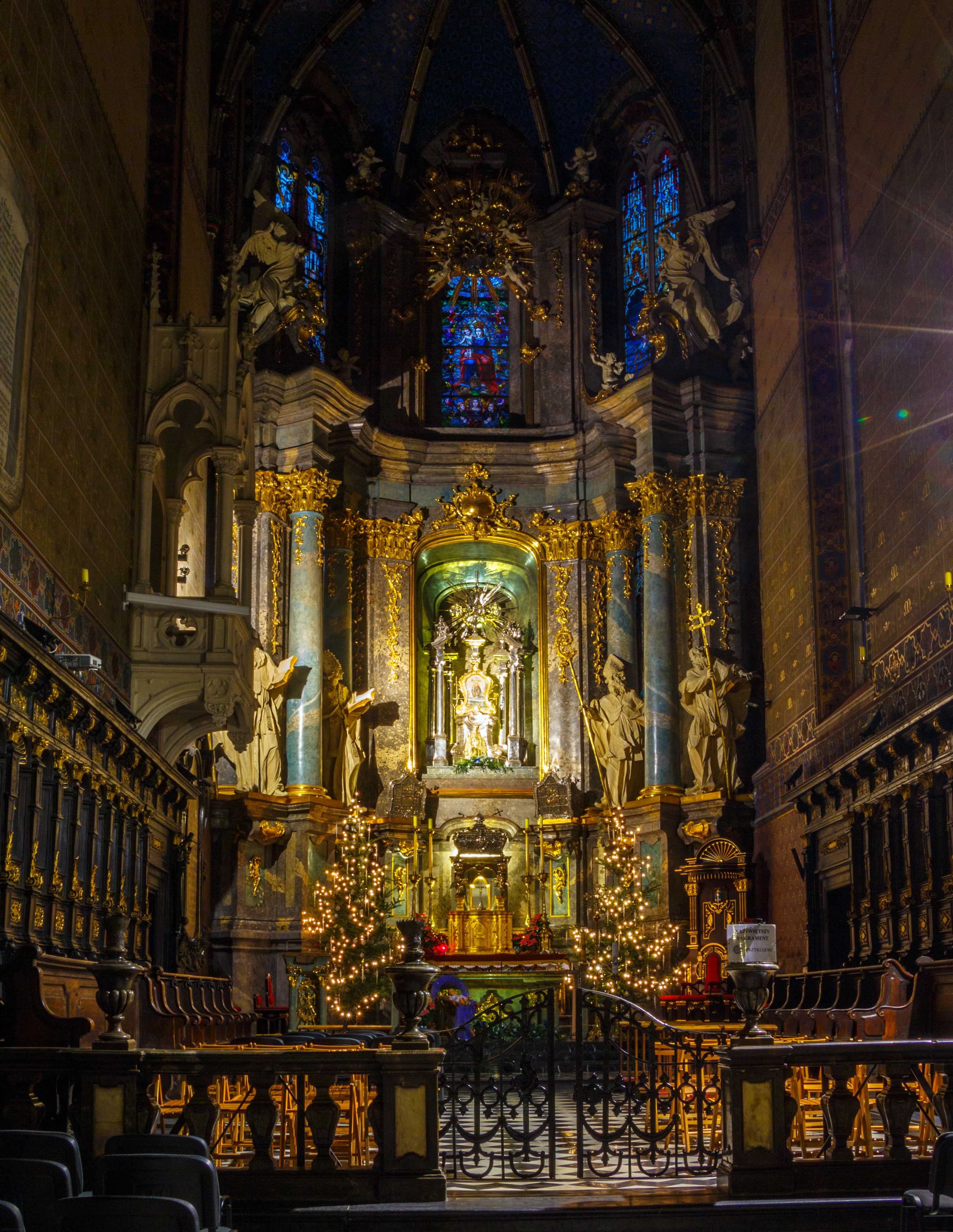
Kaplica Najświętszego Sakramentu (Wiśniowieckich)
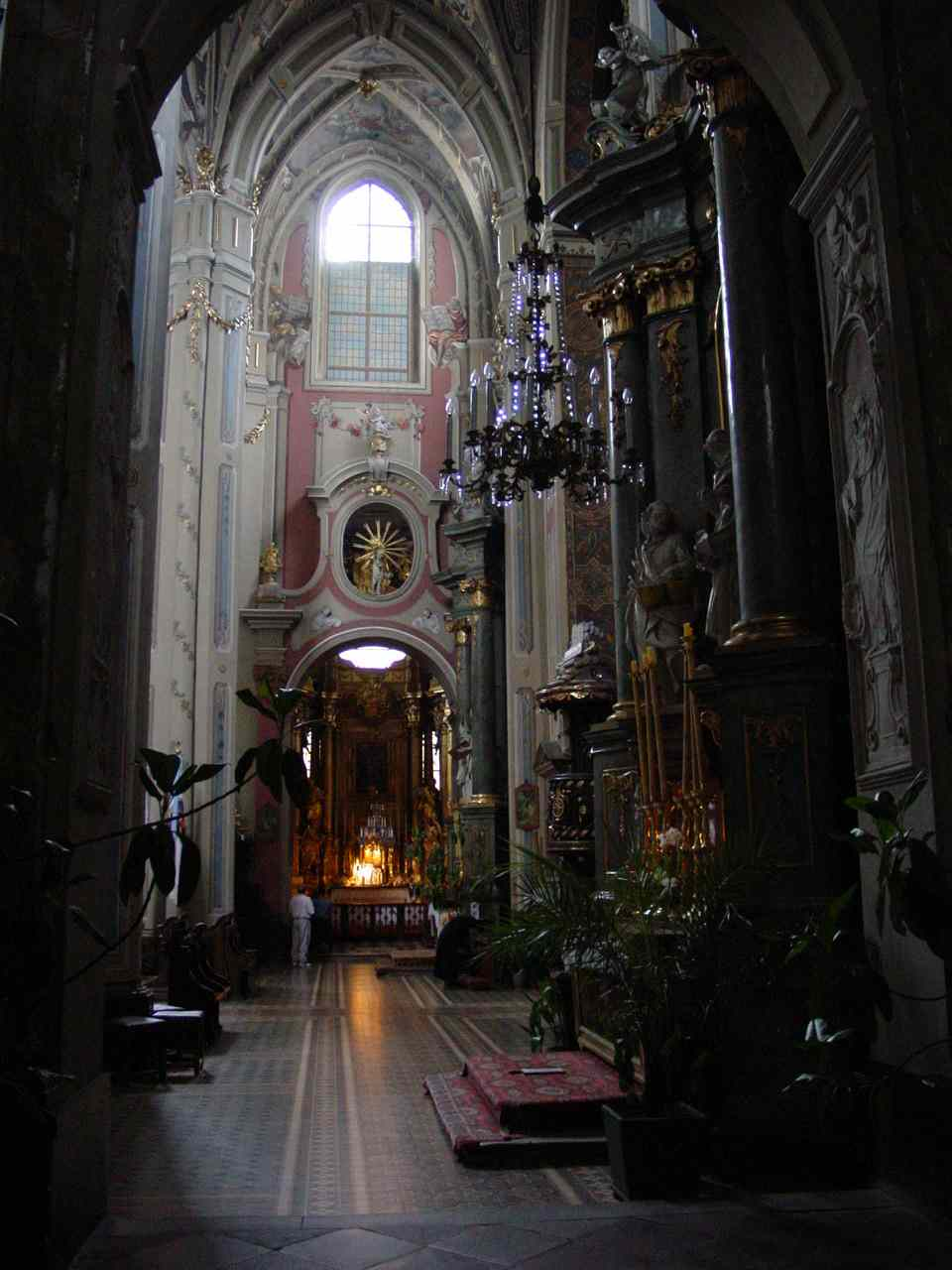
Widok na kaplicę Wiśniowieckich
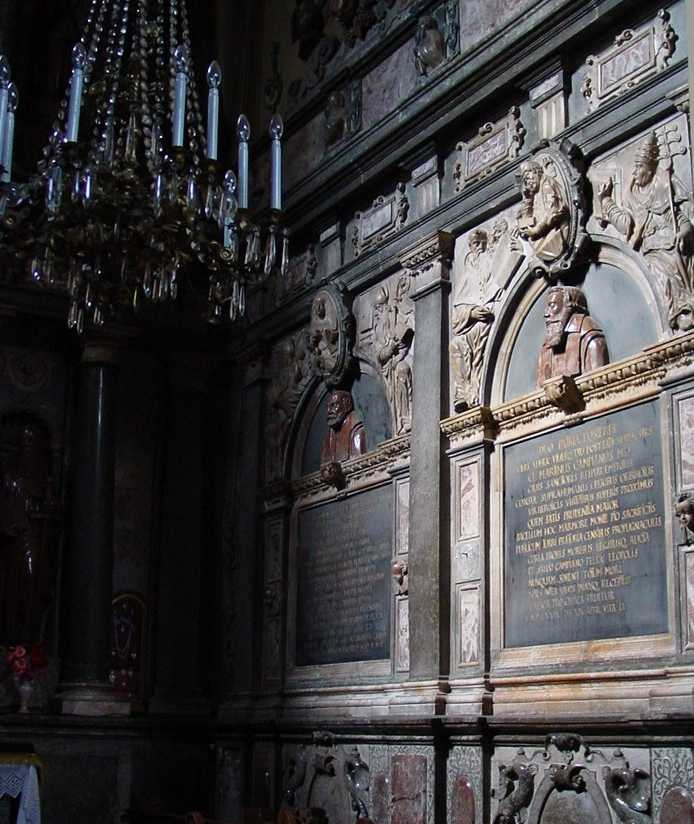
Rzeźby wewnątrz kaplicy Kampianów
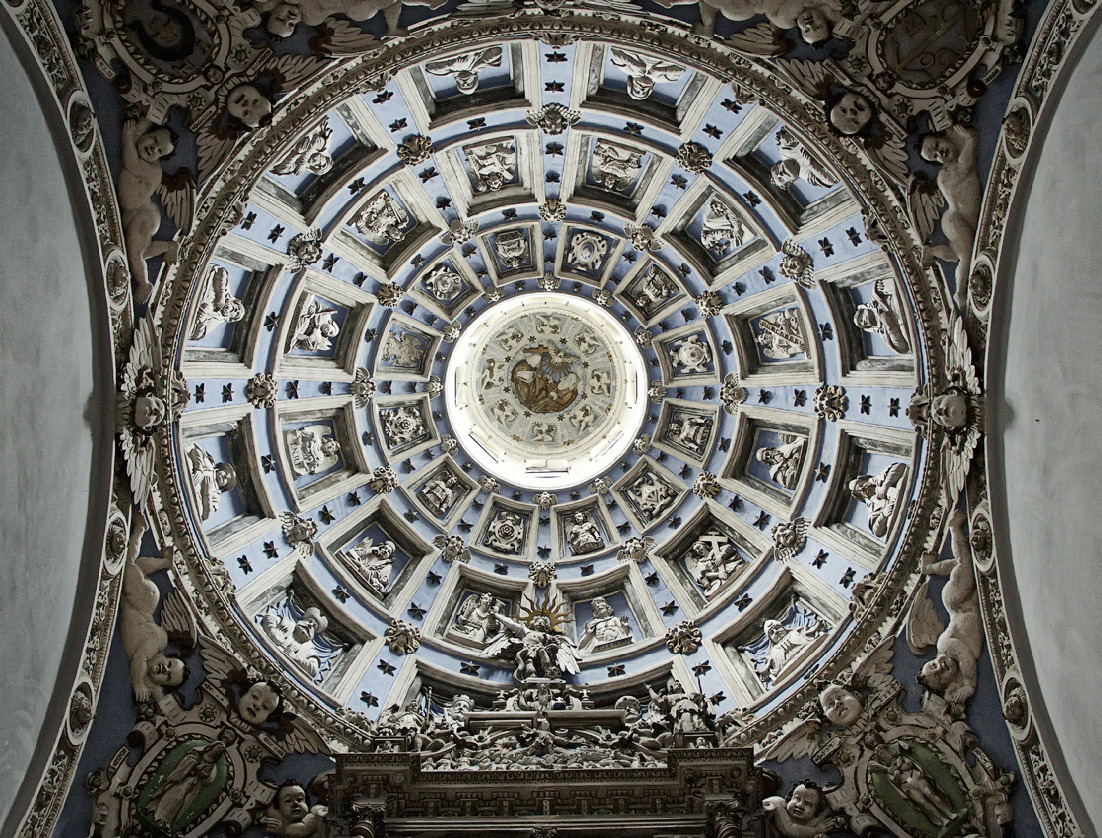
Kopuła kaplicy Boimów